# Bulbophyllum simile
Bulbophyllum simile är en orkidéart som beskrevs av Rudolf Schlechter. Bulbophyllum simile ingår i släktet Bulbophyllum och familjen orkidéer. Inga underarter finns listade i Catalogue of Life.